# Az ellenség karmaiban (Csillagkapu)

## Ismertető
| Figyelem: Itt a Csillagkapu 1. évadjának cselekményét vagy a végkifejletet is olvashatod. |

A csillagkapu parancsnokságon éppen eligazítás van, amikor a csillagkaput kívülről aktiválják a Goa’uldok, és már sokadszor megpróbálnak behatolni a bázisba, ami viszont az írisznek köszönhetően nem sikerülhet. Kawalskynak ugyanakkor állandó fejfájása van, ezért elmegy a parancsnokság orvosához.

Ezután Hammond közli Jack O'Neillel hogy a Pentagon döntése alapján Teal’c nem lehet a CSK-1 tagja, mert a Pentagonba fogják szállítani kihallgatásra és tesztekre; egy óra múlva érkezik egy ezredes a Pentagonból. Így Teal'c fogoly marad, az ezredes közli vele a katonaság döntését, amit T'ealc - az ezredes meglepetésére - megért: 
O'Neill: "Fellázadtál az istened ellen, nekem ennél több nem kell!"
Teal'c: "Az ellenségetek voltam..."
Az orvos éppen kérdéseket tesz fel Kawalskynak, amikor a szimbionta ideiglenesen átveszi az irányítást a teste fölött, és megöli a számára túlzottan kíváncsi orvost, majd a csillagkapu felé indul el. Daniel épp a DHDről tart előadást, amikor észreveszik Kawalskyt a Csillagkapunál. Mikor odaérnek kiderül, hogy Kawalsky nem tudja, hogy mit keres ott - nem is emlékszik az előző néhány percre.
Ezután megkezdődik Teal'c kihallgatása, miközben Kawalskyt egy másik orvos vizsgálja meg CT-vel.
Teal'c-nek legelőször is a Goa'uldok erejéről tesznek föl kérdéseket, de ő nem tud semmit: "A Goa'uld varázslatok ismerete tiltott".
A rendszerurakról ugyanakkor igen sok információval rendelkezik:
"A Goa'uldok erőszakkal uralkodnak. Kevesen vannak, de szaporodnak. Több száz világ felett uralkodnak, akárhol találkozhatnak vele, de vannak olyan világok is, amelyeket a Goa'uld nem használ. A Goa'uldok között több hatalmas úr van, akik több bolygót is a kezükben tartanak, ezek egyike Apophis. Nem békét akarnak: ha meg tudnak ölni valakit, akkor megteszik. Van néhány űrhajójuk is, de azzal sokáig tart az utazás."
Kiderül, hogy a Föld az első bolygó, ahonnan az emberek származnak; Teal'c szerint ez a bolygó az utolsó remény a Goa'uld legyőzésére.
Az orvos eközben megtalálja a szimbiontát, erre Kawalsky ismét beindul, és megpróbál tárcsázni, majd pedig foglyul ejti Samantát. Néhány perc múlva visszatér a régi Kawalsky akinek fogalma sincs arról, hogy mi történt.
Kawalskyt leszíjazzák, majd részletesen átvizsgálják. Kiderül, hogy tényleg egy Goa'uld lárva van benne azóta, amióta visszatértek a Chulak-ról. Valószínűleg azért nem tudja teljesen irányítani a gazdatestet mert még nincs teljesen kifejlődve: ez okozza az emlékezetkimaradásokat.
Biztonsági okokból megnézik, hogy nem Teal'c goa'uldja -e az, ami Kawalskyban van. Teal'c elmondja, hogy ha megpróbálják eltávolítani a lárvát, akkor az megöli a gazdatestet.
Ennek hatására megpróbálnak beszélni a Goa'ulddal, hogy rávegyék, hogy az elhagyja a gazdatestet, viszont erre nem hajlandó: "Ez a test az enyém!" A Pentagonból érkező tiszt megpróbálja rávenni a csillagkapu parancsnokságot arra, hogy ne kíséreljék meg a parazita eltávolítását, hiszen az birtokolja fajának minden tudását. Ennek ellenére a tábornok mégis az operáció mellett dönt, hiszen amíg akár egy százalék esélye is van arra, hogy Kawalsky életben marad, addig harcolni fog érte.
Az operáció előtt a tábornok szavát adja Kawalskynak, hogy vagy a szimbionta nélkül fog felébredni vagy egyáltalán nem fog. A műtét látszólag sikeresen végetér, gond nélkül eltávolítják a parazitát. Kawalsky felébred, és úgy látszik, valóban ő az.
Eközben a Pentagonból érkezett ezredes távozni készül, és magával akarja vinni Teal'c-et, ezért Kawalsky még utoljára beszélni akar a megmentőjével. Ekkor kiderül, hogy a Goa'uld már átvette a gazdatest irányítását és csak az alkalomra várt, hogy támadjon. Azt akarja, hogy Teal'c segítsen neki, de mivel Teal'c ellenáll, ezért egyedül próbál meg megszökni a Csillagkapun keresztül.
Kawalsky a Chulak-ot tárcsázza, majd elindítja az önmegsemmisítő programot. Sikeresen el is menekülne, de Teal'c az útját állja és feltartóztatja, amíg az ezredes és a tábornok leállítja az önmegsemmisítést. Ezután Teal'c a féregjárat megszűnését kihasználva megöli a Goa'uldot, s vele együtt a gazdatestet, Kawalskyt is.
Teal'c: "A barátod volt..."
O'Neill: "Nem... A barátom meghalt a műtőasztalon."
Hammond tábornok közbenjárása után végül is Teal'c is a CSK-1 tagja lehet, és részt vehet az első hivatalos küldetésben.

## Érdekességek
- Amikor Teal'c a szállásán van, akkor a szimbólum a homlokán fejjel lefelé van rajta.
- Kapu lezárul. Jack és Daniel beszélget. Ezutáni képen megint a sugárzásellenőrző csapatot mutatják amint éppen mérnek, de itt világít minden ékzár, és a kapu mögött ott az a kék fény ami akkor szokott lenni, ha nyitva van.
- Utazó közeledik. Forgás indul alsó kameraállásból (minden ékzár világít). Következő képen elölről mutatják a kaput, de itt már egy ékzár se világít.
- Kawalsky műtéte. Az óra 00:00:00-ról kezd számolni. Következő nagy "óraképen" 1:19:51 van. Az orvosok között elvetve látszik az óra a műtét folyamán, amin számok összevissza találhatók meg. Például: 00:23:48. Többek közt utóbbi időpont kétszer is látható a műtét során, valamint egyik mozdulatnál a háttérben nem mozdul az óra másodperckijelzése, pedig több mint 1 másodpercig látható.
- Az epizód elején Hammond tábornok elmondta, hogy a következő küldetések célpontjai a P3-575 és a P3A-577 bolygók. O'Neill Kawalsky ágyánál a következő küldetésre való utalásában valószínűleg tévedésből P3A-575-nek nevezte az egyik bolygót.

## Külső hivatkozások
- Stargate Wiki link (angolul)